# Anopheles pollicaris
Anopheles pollicaris este o specie de țânțari din genul Anopheles, descrisă de Reid în anul 1962. Conform Catalogue of Life specia Anopheles pollicaris nu are subspecii cunoscute.